# USS Daniel T. Griffin (DE-54)
USS Daniel T. Griffin (DE-54/APD-38) là một tàu hộ tống khu trục lớp Buckley được Hải quân Hoa Kỳ chế tạo trong Chiến tranh Thế giới thứ hai. Tên nó được đặt theo Hạ sĩ quan kỹ thuật không quân Daniel Thornburg Griffin (191-1941), người từng phục vụ tại Căn cứ Không lực Hải quân vịnh Kaneohe, Oahu, và đã tử trận trong cuộc tấn công Trân Châu Cảng vào ngày 7 tháng 12, 1941. Nó đã phục vụ trong chiến tranh cho đến năm 1944, khi được cải biến thành một tàu vận chuyển cao tốc mang ký hiệu lườn APD-38, và tiếp tục phục vụ cho đến khi chiến tranh kết thúc; nó xuất biên chế năm 1946. Con tàu được chuyển cho Chile năm 1965 và tiếp tục phục vụ cùng Hải quân Chile cho đến khi ngừng hoạt động và bị tháo dỡ vào năm 1995. Daniel T. Griffin được tặng thưởng một Ngôi sao Chiến trận do thành tích phục vụ trong Thế Chiến II.

## Thiết kế và chế tạo
Những chiếc thuộc lớp tàu hộ tống khu trục Buckley có chiều dài chung 306 ft (93 m), mạn tàu rộng 37 ft 1 in (11,30 m) và độ sâu mớn nước khi đầy tải là 11 ft 3 in (3,43 m). Chúng có trọng lượng choán nước tiêu chuẩn 1.400 tấn Anh (1.400 t); và lên đến 1.740 tấn Anh (1.770 t) khi đầy tải. Hệ thống động lực bao gồm hai turbine hơi nước General Electric công suất 13.500 mã lực (10.100 kW), dẫn động hai máy phát điện công suất 9.200 kilôwatt (12.300 hp) để vận hành hai trục chân vịt;  công suất 12.000 hp (8.900 kW) cho phép đạt được tốc độ tối đa 23 kn (26 mph; 43 km/h), và có dự trữ hành trình 6.000 nmi (6.900 mi; 11.000 km) khi di chuyển ở vận tốc đường trường 12 kn (14 mph; 22 km/h).
Vũ khí trang bị bao gồm ba pháo 3 in (76 mm)/50 cal trên tháp pháo nòng đơn có thể đối hạm hoặc phòng không, một khẩu đội 1,1 inch/75 caliber bốn nòng và tám pháo phòng không Oerlikon 20 mm. Vũ khí chống ngầm bao gồm một dàn súng cối chống tàu ngầm Hedgehog Mk. 10 (có 24 nòng và mang theo 144 quả đạn); hai đường ray Mk. 9 và tám máy phóng K3 Mk. 6 để thả mìn sâu. Khác biệt đáng kể so với lớp Evarts dẫn trước là chúng có thêm ba ống phóng ngư lôi Mark 15 21 inch (533 mm). Thủy thủ đoàn đầy đủ bao gồm 186 sĩ quan và thủy thủ.
Daniel T. Griffin được đặt lườn tại xưởng tàu của hãng Bethlehem-Hingham Shipyard, Inc., ở Hingham, Massachusetts vào ngày 7 tháng 9, 1942. Nó được hạ thủy vào ngày 25 tháng 2, 1943; được đỡ đầu bởi bà D. T. Griffin, vợ góa hạ sĩ quan Griffin, và nhập biên chế vào ngày 9 tháng 6, 1943 dưới quyền chỉ huy của Hạm trưởng, Thiếu tá Hải quân Perry Maurice Fenton.

## Lịch sử hoạt động

### Mặt trận Đại Tây Dương
Thoạt tiên được phái sang Mặt trận Đại Tây Dương, Daniel T. Griffin đảm nhiệm hộ tống các tàu chở dầu đi từ Norfolk, Virginia sang Casablanca, Morocco thuộc Pháp, và đã thực hiện một chuyến đi như vậy từ ngày 16 tháng 8 đến ngày 24 tháng 9, 1943. Sau đó nó chuyển sang hộ tống các đoàn tàu vận tải nhanh, gồm các tàu chở dầu từ các cảng vùng Caribe được tập trung tại thành phố New York sau khi di chuyển độc lập dọc theo vùng bờ Đông. Từ ngày 13 tháng 10, 1943 đến ngày 23 tháng 9, 1944, tổng cộng nó đã hộ tống cho tám chuyến đi khứ hồi như vậy đến Bắc Ireland, và quay trở về New York.
Daniel T. Griffin đi đến Staten Island, New York vào ngày 22 tháng 10 để được cải biến thành một tàu vận chuyển cao tốc. Nó được xếp lại lớp với ký hiệu lườn APD-38 vào ngày 23 tháng 10, 1944.

### Mặt trận Thái Bình Dương
Khởi hành từ Norfolk, Virginia vào ngày 13 tháng 1, 1945 để đi sang khu vực Thái Bình Dương, Daniel T. Griffin đi đến Trân Châu Cảng vào ngày 6 tháng 2, nơi nó được phối thuộc cùng các Đội phá hoại dưới nước (UDT: Underwater Demolition Team). Nó lên đường vào ngày 14 tháng 2 để phục vụ hộ tống vận tải tại khu vực Ulithi và Kossol Passage, rồi đi đến vịnh San Pedro, Philippines vào ngày 5 tháng 3, nơi nó thực hành đổ bộ. Con tàu lên đường hướng sang quần đảo Ryukyu vào ngày 19 tháng 3, đi đến ngoài khơi Kerama Retto vào ngày 26 tháng 3, và trong quá trình của cuộc đổ bộ lên Okinawa nó đã hộ tống bảo vệ tàu bè, rà quét thủy lôi, vận chuyển các đội UDT đến các bãi đổ bộ, và phục vụ như tàu cứu hộ cho đến ngày 18 tháng 5.
Vào ngày 6 tháng 4, Daniel T. Griffin đánh trả nhiều đợt không kích tự sát của máy bay Kamikaze đối phương, bắn hạ ít nhất hai chiếc. Khi chiếc tàu khu trục Morris (DD-417) bị Kamikaze đâm trúng, nó đã trợ giúp bảo vệ khỏi các đợt tấn công tiếp theo, giúp dập tắt các đám cháy và hộ tống con tàu bạn rút lui về Kerama Retto. Sau đó nó phục vụ hộ tống vận tải tại chỗ tại khu vực Saipan từ ngày 20 tháng 5 đến ngày 19 tháng 6, rồi hộ tống một đoàn tàu đi Okinawa cùng một đoàn tàu khác từ Okinawa đi Ulithi. Nó đi đến vịnh San Pedro vào ngày  11 tháng 7 để đảm trách nhiều vai trò khác nhau tại vùng biển Philippines.
Sau khi Nhật Bản chấp nhận đầu hàng vào ngày 15 tháng 8 giúp kết thúc cuộc xung đột, Daniel T. Griffin lên đường vào ngày 22 tháng 9 cùng với lực lượng chiếm đóng hướng đến Kure, Nhật Bản, và cho đổ bộ lực lượng từ ngày 6 đến ngày 11 tháng 10. Quay trở lại Manila vào ngày 16 tháng 10, nó tham gia vận chuyển lực lượng tại khu vực Philippines cho đến ngày 2 tháng 12, khi nó lên đường quay trở về Hoa Kỳ. Nó chỉ ghé qua San Diego một thời gian ngắn trước khi tiếp tục hành trình đi sang vùng bờ Đông, về đến Norfolk vào ngày 11 tháng 1, 1946. Được chuyển đến Green Cove Springs, Florida vào ngày 4 tháng 3, nó được cho xuất biên chế tại đây vào ngày 30 tháng 5, 1946 và đưa về thành phần dự bị. Tên nó được cho rút khỏi danh sách Đăng bạ Hải quân vào ngày 1 tháng 12, 1966.

### Virgilio Uribe(APD-29)
Con tàu được chuyển cho Chile vào ngày 15 tháng 11, 1966 trong khuôn khổ Chương trình Viện trợ Quân sự, và phục vụ cùng Hải quân Chile như là chiếc Luis Virgilio Uribe (APD-29). Nó ngừng hoạt động và bị bán để tháo dỡ vào ngày 30 tháng 5, 1995.

## Phần thưởng
Daniel T. Griffin được tặng thưởng một Ngôi sao Chiến trận do thành tích phục vụ trong Thế Chiến II.
|             |  |  |
| Bronze star |  |  |

| Dãy băng Hoạt động Tác chiến (truy tặng)                                | Dãy băng Hoạt động Tác chiến (truy tặng)           | Huân chương Chiến dịch Hoa Kỳ                      | Huân chương Chiến dịch Hoa Kỳ        |
| Huân chương Chiến dịch Châu Á-Thái Bình Dương với 1 Ngôi sao Chiến trận | Huân chương Chiến dịch Châu Âu-Châu Phi-Trung Đông | Huân chương Chiến dịch Châu Âu-Châu Phi-Trung Đông | Huân chương Chiến thắng Thế Chiến II |